# Márpissa
Cet article concerne le village grec. Pour le genre d'araignées, voir Marpissa.
 (avril 2025).
Márpissa (en grec moderne : Μάρπησσα ; jusqu'en 1926 : Τσιπίδος / Tsipídos) est un village de la côte est de l'île grecque de Páros, dans les Cyclades.

## Géographie et généralités
Il est construit sur une colline à l'est de l'île, à 19 km de Parikiá, la capitale de l'île, et à proximité des villages de Mármara (el) et Pródromos (el), à l'est de la montagne Kéfalos à environ 1,5 km de la côte. Le centre du village est au nord de la route de campagne vers Parikiá. La zone de la communauté locale s'étend sur plus de 7 km le long de la côte est et s'étend sur un maximum de 4 km dans l'arrière-pays, bordé par la communauté locale d'Archilochos avec les villages de Pródromos (el) et Mármara au nord, et celle de Lefkés à l'ouest.
Le long de la côte avec certaines des plus belles plages de l'île se trouvent les lieux touristiques Piso Livadi, Chrysi Akti et Dryos, du nord au sud, parallèlement à cet intérieur les hameaux de Tourlos, Tsoukalas, Tzanes et Pyrgaki. Autrefois un établissement purement rural, il existe encore de nombreuses fermes à Márpissa, dont certaines sont utilisées pour l'agriculture et d'autres ont été transformées en logements pour touristes.
Depuis 1978, Marpissa est classé comme « village traditionnel », avec de nombreuses maisons datant des XVIIe et XVIIIe siècles. Sur la place centrale du village se trouvent quatre moulins à vent. Le village abrite le musée de sculptures Perantinos et un musée du folklore. Le monastère Ágios Antónios de la fin du XVIe siècle, occupe le sommet de la colline de Kefalos, sur le site d'une forteresse vénitienne.

## Administration et population
Le village de 740 habitants (2021) forme avec sept villages et hameaux environnants ainsi que deux îles inhabitées la communauté locale du même nom de la municipalité de Paros avec un total de 1 319 habitants. Originellement appelé Tsipídos, il a été rebaptisé en 1926 du nom d'une cité antique dont l'emplacement est inconnu.

## Histoire
Sur les pentes ouest du mont Profitis Ilias, près de Márpissa, se trouve la grotte des Démons ou Kalampaki. Dans la grotte, on trouve des traces d'utilisation datant de la fin du Néolithique et du début de la période cycladique, qui correspondent au cinquième au troisième millénaire avant J.-C., ainsi que des découvertes datant de la fin de la période cycladique et mycénienne. Les découvertes comprennent des céramiques, comme des coupes coniques, des coquillages, des os d'animaux et des restes de feu. Une ancienne ville connue sous le nom de Marpessa est mentionnée à Paros, mais son emplacement reste indéterminé.
Près de Marpissa se trouve la colline de Kephalos, au sommet de laquelle les Vénitiens ont construit un château, le troisième de l'île après ceux de Parikia et de Náoussa. La construction du château, selon les preuves archéologiques, a commencé à la fin du XIIIe siècle. Elle était achevée au début du XVe siècle, lors du passage sur l'île de Cristoforo Buondelmonti (1415-1420). La dédicace de l'église d'Evangelismos mentionne aussi 1410 comme année de construction. Le château fut agrandi vers 1500 par Niccolò Sommaripa, qui déplaça la capitale de l'île de Parikia à Kephalos. Hayreddin Barberousse assiégea et conquit le château en 1537 au cours d'une des guerres vénéto-ottomanes. Par la suite le site en ruines a été occupé par le monastère Ágios Antónios, actif à partir de 1642. Une partie des vestiges a été détruite lors de travaux d'aménagement en 1999-2000.
Marpissa a peut-être commencé à se développer au cours de la seconde moitié du XVIe siècle peuplée par les habitants du château de Kephalos et des hameaux voisins à la même époque que Marmara et Prodromos. La première mention de Marpissa et Marmara dans les sources ottomanes est datée des environs de 1606.

## Traditions
Pendant la Semaine sainte à Marpissa a lieu une reconstitution de la Passion de Jésus.